# Fabiano Blascovich
Fabiano Blascovich (in croato: Fabijan Blašković; Solta, 14 maggio 1729 – Macarsca, 1819 o 1820) è stato un vescovo cattolico dalmata, ultimo vescovo della diocesi di Macarsca prima della sua soppressione.

## Biografia
Nacque il 14 maggio 1729 sull'isola di Solta, allora parte della Repubblica di Venezia, da una povera famiglia di pescatori. Avviato alla carriera ecclesiastica, compì i suoi studi in Italia, laureandosi in filosofia e teologia a Loreto. Ricevuta l'ordinazione sacerdotale il 24 dicembre 1752, rientrò in Dalmazia e si stabilì a Macarsca, città della quale era vescovo suo zio Stefano Blascovich. Lì, dopo essere stato parroco della chiesa di san Giovanni Battista, entrò nel novero dei canonici del capitolo della cattedrale di San Marco, divenendo in seguito prima arcidiacono e poi vicario generale. A seguito della morte dello zio nel 1776, fu scelto dal Senato veneziano come nuovo vescovo macarschese il 9 agosto 1777, nomina poi confermata da papa Pio VI il seguente 15 dicembre. Ricevette la consacrazione episcopale l'anno successivo dall'arcivescovo di Zara Giovanni Carsana.
Nel 1806, a seguito dell'occupazione napoleonica della Dalmazia e della sua inclusione nel Regno d'Italia, scrisse, su esortazione del provveditore generale Vincenzo Dandolo, una lettera pastorale nella quale invitava i fedeli e i presbiteri della sua diocesi a gioire della grazia ricevuta nell'essere diventati sudditi del "più grande dei Monarchi del mondo" e nell'avere per provveditore un uomo dotato di "grandi lumi" e "sublime talento". Tuttavia nel 1807 si oppose inizialmente alla decisione del governatore Dandolo di convertire la scuola vescovile della diocesi in ginnasio pubblico.
Nel 1815, quando Macarsca e la costa dalmata furono colpite da un'epidemia di peste, Blascovich, sebbene ormai molto anziano e impossibilitato a camminare, volle comunque essere vicino al suo popolo, sia celebrando i sacramenti nella cattedrale e dando l'assoluzione papale al popolo, sia visitando in prima persona il quartiere destinato alla quarantena dei malati.
Morì a Macarsca tra la fine del 1819 e l'inizio del 1820. Nel suo testamento lasciò una parte dei suoi beni al seminario vescovile di Padova e al seminario minore di Spalato, da utilizzarsi per l'istituzione di un alunnato in favore dei giovani della sua diocesi.
Dopo la sua morte la sede dalmata rimase a lungo vacante, per poi essere unita nel 1828 all'arcidiocesi di Spalato.

## Genealogia episcopale e successione apostolica
La genealogia episcopale è:
- Cardinale Scipione Rebiba
- Cardinale Giulio Antonio Santori
- Cardinale Girolamo Bernerio, O.P.
- Arcivescovo Galeazzo Sanvitale
- Cardinale Ludovico Ludovisi
- Cardinale Luigi Caetani
- Cardinale Ulderico Carpegna
- Cardinale Paluzzo Paluzzi Altieri degli Albertoni
- Cardinale Gaspare Carpegna
- Cardinale Fabrizio Paolucci
- Cardinale Francesco Barberini
- Cardinale Angelo Maria Querini, O.S.B.Cas.
- Cardinale Lodovico Calini
- Arcivescovo Giovanni Carsana
- Vescovo Fabiano Blascovich

La successione apostolica è:
- Vescovo Grgo Ilijić, O.F.M. (1797)